# 安格朗德 (维埃纳省)
安格朗德（法語：Ingrandes，法語發音：[ɛ̃ɡʁɑ̃d] ⓘ）是法国新阿基坦大区维埃纳省的一个市镇，位于该省北部，属于沙泰勒罗区。

## 地理
安格朗德（46°52'33"N, 0°34'1"E）面积35.03 平方千米，位于法国新阿基坦大区维埃纳省，该省份为法国中西部省份，北起曼恩-卢瓦尔省和安德尔-卢瓦尔省，西接德塞夫勒省，南至夏朗德省，东南接上维埃纳省，东临安德尔省。
与安格朗德接壤的市镇（或旧市镇、城区）包括：昂特朗、沙泰勒罗、当热-圣罗曼、勒尼、瓦雷、维埃纳河畔沃。
安格朗德的时区为UTC+01:00、UTC+02:00（夏令时）。

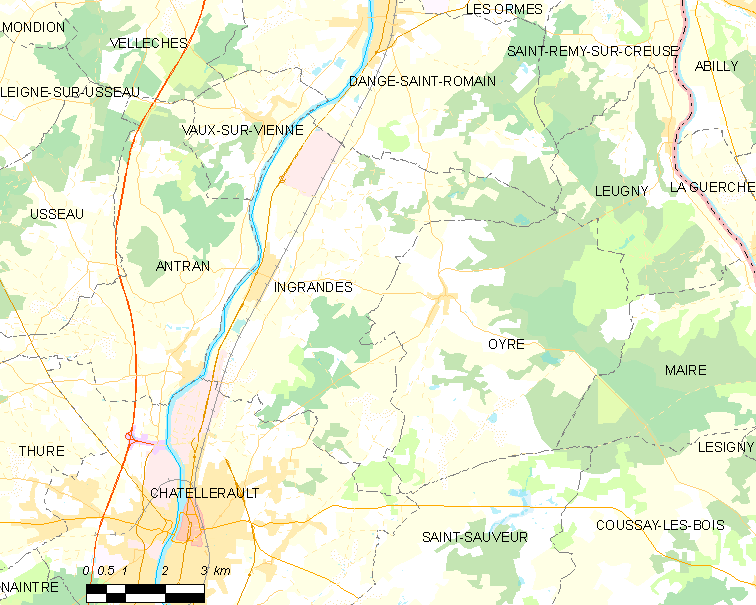
安格朗德的OSM定位图

## 行政
安格朗德的邮政编码为86220，INSEE市镇编码为86111。

## 政治
安格朗德所属的省级选区为沙泰勒罗第二县。

## 人口

1962-2008年间安格朗德人口变化图示

安格朗德于2022年1月1日时的人口数量为1704人。